# Edmundo Warnke
Pour les articles homonymes, voir Warnke.
Pedro Edmundo Warnke Bravo, né le 3 juillet 1951 à Viña del Mar, est un coureur de fond chilo-ouest-allemand. Il a remporté trois titres de champion d'Amérique du Sud d'athlétisme.

## Biographie
Né à Viña del Mar, Edmundo Warnke rêve de se lancer en compétition en cyclisme. Néanmoins, il est contraint d'abandonner ses rêves et décide de se mettre à l'athlétisme, notamment influencé par son frère aîné. Il a la chance de pouvoir se faire entraîner par son idole, le coureur de demi-fond Jorge Grosser (en). Il dispute ses premières compétitions en 1969 et connaît rapidement le succès,.
Il se révèle en 1971. Il remporte ses premiers titres nationaux à 19 ans sur 5 000 mètres et 10 000 mètres. Il participe aux Jeux panaméricains à Cali sur l'épreuve du 5 000 mètres. Il crée la suprise en menant temporairement la course devant le favori Steve Prefontaine. Il finit par s'incliner et termine au pied du podium en 14 min 5 s 57. Lors des championnats d'Amérique du Sud d'athlétisme à Lima, il s'aligne au départ du 5 000 mètres, du 10 000 mètres ainsi que de son premier marathon. Il remporte les titres sur 5 000 mètres en 14 min 7 s 6 et sur 10 000 mètres en 29 min 14 s 6, battant le double tenant du titre le Colombien Víctor Mora (en). Il établit deux nouveaux records des championnats sur ces distances. Il décroche de plus la médaille de bronze sur marathon en 2 h 34 min 31 s.
Grâce à ses bons résultats, il est sélectionné pour les Jeux olympiques d'été de 1972 à Munich sur les épreuves du 5 000 mètres et du 10 000 mètres mais n'atteint aucune des deux finales.
Il est annoncé comme grand favori aux championnats d'Amérique du Sud d'athlétisme 1974 à Santiago devant son public. Sur l'épreuve du 10 000 mètres, il se fait battre par le Colombien Jairo Correa et doit se contenter de la médaille d'argent. Il défend avec succès son titre sur 5 000 mètres en 14 min 17 s 6, battant de cinq secondes Jairo Correa,.
Il remporte deux médailles de bronze sur 5 000 mètres et 10 000 mètres lors des championnats d'Amérique du Sud d'athlétisme 1975 à Rio de Janeiro,.
Ayant hérité de la nationalité ouest-allemande de par son père, il décide d'y déménager au début des années 1970 tout en continuant à représenter le Chili lors des compétitions internationales.
Il s'illustre également en cross-country et en 1976, il remporte son premier titre de champion d'Allemagne de l'Ouest sur l'épreuve de cross long à Wetter. Il participe à ses seconds Jeux olympiques à Montréal sur les épreuves du 5 000 mètres et du 10 000 mètres mais n'atteint de nouveau aucune des deux finales. Le 24 octobre, il s'élance sur le marathon de Neuf-Brisach. Il mène la course en solitaire et s'impose en 2 h 14 min 57 s. Il établit un nouveau record d'Amérique du Sud de la discipline. Le 31 décembre, il prend part à la corrida de la Saint-Sylvestre à São Paulo. Il voit le favori Carlos Lopes prendre la tête de course. Tandis que ce dernier lève le pied à mi-parcours, Edmundo Warnke en profite pour lancer son attaque et s'empare des commandes, suivi de près par l'Italien Franco Fava. Il parvient à se défendre face à ce dernier et remporte la victoire en 23 min 50 s,.
Le 9 avril 1977, il s'élance sur les 25 kilomètres de la Paderborner Osterlauf qui accueille les championnats d'Allemagne Ouest de course sur route. Il domine la course et s'impose en 1 h 14 min 20 s. Il remporte le titre et établit un nouveau record du parcours.
Le 9 juillet 1978, il prend part à l'édition inaugurale de la course de montagne du Danis. Il remporte la victoire devant le favori local Stefan Solèr.
Le 8 avril 1979, il s'impose sur la Stramilano en battant au sprint l'Italien Claudio Solone.

## Palmarès

### Piste
| Année | Compétition                                 | Lieu           | Place | Épreuve  | Performance    |
| ----- | ------------------------------------------- | -------------- | ----- | -------- | -------------- |
| 1971  | Jeux panaméricains                          | Cali           | 4e    | 5 000 m  | 14 min 5 s 57  |
| 1971  | Championnats d'Amérique du Sud d'athlétisme | Lima           | 1er   | 5 000 m  | 14 min 7 s 6   |
| 1971  | Championnats d'Amérique du Sud d'athlétisme | Lima           | 1er   | 10 000 m | 29 min 14 s 6  |
| 1974  | Championnats d'Amérique du Sud d'athlétisme | Santiago       | 2e    | 10 000 m | 29 min 32 s 8  |
| 1974  | Championnats d'Amérique du Sud d'athlétisme | Santiago       | 1er   | 5 000 m  | 14 min 17 s 6  |
| 1975  | Championnats d'Amérique du Sud d'athlétisme | Rio de Janeiro | 3e    | 10 000 m | 28 min 46 s 2  |
| 1975  | Championnats d'Amérique du Sud d'athlétisme | Rio de Janeiro | 3e    | 5 000 m  | 14 min 5 s 6   |
| 1975  | Championnats d'Amérique du Sud d'athlétisme | Rio de Janeiro | 5e    | 1 500 m  | 3 min 56 s 8   |
| 1975  | Jeux panaméricains                          | Mexico         | 6e    | 10 000 m | 30 min 31 s 67 |
| 1975  | Jeux panaméricains                          | Mexico         | 6e    | 5 000 m  | 15 min 10 s 66 |

### Route/cross
| Année | Compétition                                          | Lieu                   | Place | Épreuve              | Performance     |
| ----- | ---------------------------------------------------- | ---------------------- | ----- | -------------------- | --------------- |
| 1971  | Championnats d'Amérique du Sud d'athlétisme          | Lima                   | 3e    | Marathon             | 2 h 34 min 31 s |
| 1974  | Cross Juan Muguerza                                  | Elgoibar               | 3e    | Cross country        |                 |
| 1974  | Semi-marathon Route du Vin                           | Wormeldange            | 1er   | Semi-marathon        | 1 h 2 min 12 s  |
| 1974  | Griesheimer Straßenlauf                              | Griesheim              | 1er   | 25 kilomètres        | 1 h 16 min 45 s |
| 1976  | Championnats d'Allemagne de l'Ouest de cross-country | Wetter                 | 1er   | Cross country - long | 38 min 15 s     |
| 1976  | Marathon de Neuf-Brisach                             | Neuf-Brisach           | 1er   | Marathon             | 2 h 14 min 57 s |
| 1976  | Griesheimer Straßenlauf                              | Griesheim              | 1er   | 25 kilomètres        | 1 h 15 min 58 s |
| 1976  | Corrida de la Saint-Sylvestre                        | São Paulo              | 1er   | Course populaire     | 23 min 50 s     |
| 1977  | Campaccio                                            | San Giorgio su Legnano | 3e    | Cross country        | 36 min 54 s     |
| 1977  | Championnats d'Allemagne de l'Ouest de cross-country | Neumünster             | 1er   | Cross country - long | 33 min 35 s     |
| 1977  | Stramilano                                           | Milan                  | 2e    | Semi-marathon        | 1 h 3 min 36 s  |
| 1977  | Paderborner Osterlauf                                | Paderborn              | 1er   | 25 kilomètres        | 1 h 14 min 20 s |
| 1977  | Morat-Fribourg                                       | Fribourg               | 2e    | Course populaire     | 54 min 37 s     |
| 1977  | Giro dei tre Monti                                   | Imola                  | 1er   | Course populaire     | 46 min 37 s     |
| 1978  | Championnats d'Allemagne de l'Ouest de cross-country | Goldbach               | 1er   | Cross country - long | 38 min 30 s     |
| 1979  | Stramilano                                           | Milan                  | 1er   | Semi-marathon        | 1 h 7 min 5 s   |
| 1979  | Marathon de Nuremberg                                | Nuremberg              | 2e    | Marathon             | 2 h 18 min 19 s |
| 1979  | Jeux panaméricains                                   | San Juan               | 5e    | Marathon             | 2 h 26 min 14 s |

### Course en montagne
| no  | masculin           | Course                      | Longueur | Départ         | Temps       |
| --- | ------------------ | --------------------------- | -------- | -------------- | ----------- |
| 3e  | Médaille de bronze | Sierre-Crans-Montana        | 14 km    | 9 octobre 1977 | 53 min 28 s |
| 1re | Médaille d'or      | Course de montagne du Danis | 11,5 km  | 9 juillet 1978 | 45 min 44 s |

## Records
| Épreuve       | Épreuve       | Performance     | Date             | Lieu         |
| ------------- | ------------- | --------------- | ---------------- | ------------ |
| 3 000 mètres  | Plein air     | 7 min 56 s 0    | 6 juin 1976      | Dortmund     |
| 3 000 mètres  | En salle      | 7 min 58 s 2    | 7 février 1976   | Dortmund     |
| 5 000 mètres  | 5 000 mètres  | 13 min 36 s 76  | 21 mai 1976      | Cologne      |
| 10 000 mètres | 10 000 mètres | 28 min 18 s 10  | 29 mai 1976      | Munich       |
| 10 kilomètres | 10 kilomètres | 29 min 26 s     | 13 octobre 1978  | Derendingen  |
| 15 kilomètres | 15 kilomètres | 46 min 37 s     | 11 novembre 1977 | Imola        |
| Semi-marathon | Semi-marathon | 1 h 3 min 36 s  | 3 avril 1977     | Milan        |
| 25 kilomètres | 25 kilomètres | 1 h 15 min 59 s | 17 novembre 1976 | Griesheim    |
| Marathon      | Marathon      | 2 h 14 min 57 s | 24 octobre 1976  | Neuf-Brisach |